# Horbovîci, Kiev-Sveatoșîn
Horbovîci (în ucraineană Горбовичі) este un sat în comuna Șpîtkî din raionul Kiev-Sveatoșîn, regiunea Kiev, Ucraina.

## Demografie
Componența lingvistică a localității Horbovîci
     Ucraineană (99,25%)
Conform recensământului din 2001, majoritatea populației localității Horbovîci era vorbitoare de ucraineană (99,25%), existând în minoritate și vorbitori de alte limbi.